# Ковязина, Мария Станиславовна
Мария Станиславовна Ковязина (род. 13 июля 1966 года, Чебоксары, Чувашская АССР, СССР) — российский учёный-психолог, член-корреспондент РАО (2016). Профессор кафедры нейро- и патопсихологии факультета психологии МГУ.

## Биография
Родилась 13 июля 1966 года в Чебоксарах.
В 1990 году — окончила факультет психологии МГУ.
В 1994 году — защитила кандидатскую диссертацию, тема: «Факторы, влияющие на успешность социореадаптации больных с нарушением психической деятельности опухолевого и сосудистого генеза».
В 2014 году — защитила докторскую диссертацию, тема: «Нейропсихологический синдром у больных с патологией мозолистого тела».
С 2015 года — профессор кафедры нейро- и патопсихологии факультета психологии МГУ.
В 2016 году — избрана членом-корреспондентом РАО от Отделения психологии и возрастной физиологии.

## Научная деятельность
Область научных интересов: нейропсихология, методологические проблемы клинической психологии и нейропсихологии, психологическая реабилитология.
Автор более 100 научных работ.
Читает курсы «Профессиональная супервизия по нейропсихологии», «Пропедевтика нейропсихологического подхода: типология нарушений и синдромы», «Клинико-психологическая реабилитация», «Основы нейропсихологии», «Проблема межполушарной асимметрии и межполушарного взаимодействия в клинической психологии», «Количественный подход в нейропсихологической диагностике», «Организация и построение экспериментальных исследований в клинической психологии».

### Основные труды
- «Нейропсихологический анализ патологии мозолистого тела» (2012);
- «Инсульт у взрослых: центральный парез верхней конечности. Клинические рекомендации» (соавт., 2018);
- учебник «Нейропсихологическая диагностика в вопросах и ответах» (соавт., 2012);
- учебные пособия «Когнитивная нейрореабилитация больных с очаговыми поражениями головного мозга» (соавт., 2006);
- «Нейропсихологическая диагностика. Классические стимульные материалы» (соавт., 2010);
- «Когнитивная реабилитация больных с инсультом и черепно-мозговой травмой» (соавт., 2006).